# Дан подизања свести о самоповређивању
Дан подизања свести о самоповређивању се обележава 1. марта, настао је као грасрутс иницијатива. На овај дан многи људи отворено причају о сопственом самоповређивању, подижући тако свест заједно са организацијама које су посвећене овом питању. Симбол солидарности са људима који су склони самоповређивању је наранџаста трачица, обележава се писањем речи љубав, цртањем лептира кроз „Пројекат лептир” или ношењем наруквице од перли. Циљ Дана подизања свести о самоповређивању је објашњење уобичајених стереотипа око самоповређивања и усавршавање медицинских радника.

## Стереотип
Један од стереотипа је убеђење да је најчешћи узрок самоповређивања депресија, иако постоји много других разлога због којих се људи самоповређују. Два милиона Американаца је истраживало самоповређивање, методе као што су сечење, гребање, модрице и ударање, заједно са другим штетнијим методама. Откривено је да оваква понашања изазивају осећај контроле и помажу у ослобађању напетости, док помажу особи да изрази своје емоције и побегне од укочености која прати депресију.
Дан подизања свести о самоповређивању је створен са циљем ширења свести и разумевања самоповређивања, које је често погрешно представљено и схваћено у мејнстриму. Људи који се самоповређују се често осећају усамљено и уплашено да затраже помоћи јер очекују етикетирање након тога.

## Организације
Организације које обележавају Дан подизања свести о самоповређивању су:
- Међународно друштво за самоповређивање
- Смернице за самоповређивање и мрежна подршка
- Фондација за самоповређивање
- YoungMinds
- ChildLine
- The Mix[6]
- Фондација за самоповређивање адолесцената
- Cars For Hope